# Herrarnas lagtävling i florett vid olympiska sommarspelen 1992
Herrarnas lagtävling i florett i de olympiska fäktningstävlingarna 1992 i Barcelona avgjordes den 4-5 augusti.

## Medaljörer
| Event        | Guld                                                                                | Silver | Brons                                                                                   |
| Florett, lag | Tyskland Udo Wagner Ulrich Schreck Thorsten Weidner Alexander Koch Ingo Weissenborn | Kuba Elvis Gregory Guillermo Betancourt Scull Oscar García Perez Tulio Diaz Babier Hermenegildo Garcia Marturell | Polen Marian Sypniewski Piotr Kiełpikowski Adam Krzesiński Cezary Siess Ryszard Sobczak |

## Laguppställningar
| Österrike - Benny Wendt - Anatol Richter - Michael Ludwig - Robert Blaschka - Merten Mauritz Kina - Ye Chong - Wang Haibin - Wang Lihong - Chen Biao - Lao Shaopei Kuba - Elvis Gregory - Guillermo Betancourt - Oscar García - Tulio Díaz - Hermenegildo García Frankrike - Patrick Groc - Youssef Hocine - Olivier Lambert - Patrice Lhôtellier - Philippe Omnès | Tyskland - Udo Wagner - Ulrich Schreck - Thorsten Weidner - Alexander Koch - Ingo Weißenborn Storbritannien - Jonathan Davis - Bill Gosbee - Donnie McKenzie - Tony Bartlett Ungern - István Busa - Zsolt Érsek - Róbert Gátai - Róbert Kiss - Zsolt Németh Italien - Marco Arpino - Andrea Borella - Stefano Cerioni - Mauro Numa - Alessandro Puccini | Polen - Marian Sypniewski - Piotr Kiełpikowski - Adam Krzesiński - Cezary Siess - Ryszard Sobczak Sydkorea - Kim Yeong-Ho - Kim Seung-Pyo - Lee Ho-Seong - Lee Seung-Yong - Yu Bong-Hyeong Spanien - Andrés García - Ramiro Bravo - José Francisco Guerra - Andrés Crespo - Jesús Esperanza OSS - Dmitrij Sjevtjenko - Serhij Holubytskij - Vjatjeslav Grigorjev - Anvar Ibragimov - Ilgar Mamedov |